# Thomas Gäbhard
Thomas Gäbhard (* 4. November 1963 in München) ist ein deutscher Musiker, Musikproduzent und Komponist.

## Leben
Thomas Gäbhard begann seine musikalische Arbeit gegen Ende der 1980er Jahre. Ursprünglich aus der elektronischen Musik und dem New Age (wie z. B. Tangerine Dream, Brian Eno, Vangelis) kommend, wurde er zunehmend vom Sound der 1980er (Kraftwerk, Cabaret Voltaire, DAF) beeinflusst. So arbeitete er zuerst noch mit verschiedenen Kassettenrekordern und analogen Sequenzern, um dann ab 1990 als Arcana obscura auch Computer und Sampler einzusetzen. Die Musik von Arcana Obscura lässt sich beschreiben als eine vielschichtige Mixtur aus tanzbarer Electronica mit mittelalterlichen und World-music-Elementen sowie Einflüssen aus dem Dark Electro.
Parallel zu Arcana Obscura entwickelt sich noch das Musikprojekt Gäbhard, die rein instrumentale Seite des Musikers. Die mehr meditative Musik des Solo-Projekts ist inspiriert durch diverse Fernreisen (Südamerika, Südostasien, uvm.) und wird von Thomas Gäbhard im Rahmen von Konzerten, Dia- und Filmvorführungen in Verbindung mit seinen Foto-, Dia- und Videoarbeiten aufgeführt. 1997 veröffentlichte das Projekt Gäbhard sein erstes Album Breath of Fading Moments; 2010 folgte dann das zweite Album JALAN JALAN.
2020 wurde die CD Liquid Sound Journey veröffentlicht; 2024 das Album Euphoric.
1995 entstand Disastrous Din als ein experimentelles Industrial Projekt sowie SONICGUM als tranciges Electronic Dance Music Projekt. Seit 2010 steuert SONICGUM neben dem Sound Design (zur Audifikation von Tanzbewegungen durch Motion Tracking) auch immer wieder musikalische Beiträge für das intermediale Tanzprojekt Cyberkinetix bei.
Zusammen mit Claudia Pescatore, hier zuständig für Gesang und Text, und Peter Fleschhut gründete Thomas Gäbhard 2009 die Elektropop Band Eternit. Ebenfalls 2009 wird aus dem bis dahin offenen musikalischen Projekt der drei Musiker, Thomas Gäbhard, Peter Fleschhut und Fred Luuft die Band Mollton, die den Stilrichtungen Lounge-Musik, Chillout und Ambient zugeordnet werden kann.
Thomas Gäbhard arbeitete zudem noch bei anderen Bands mit: So bei White Light White Heat (1993–1995) oder gemeinsam mit Peter Fleschhut als CLANDESTINE (1993–2002) sowie mit der Münchner Choreographin Angelika Meindl als PROWL, z. B. in Maschine tanzt 1 (2001) und Maschine tanzt 2 (2012), einer ArtGenossen Produktionen in Co-Produktion mit dem Deutschen Museum in München.
Im Jahr 1993 gründete Thomas Gäbhard sein eigenes Independent-Label ConSequence Records mit dem dazugehörigen ConSequence Musikverlag. Schon bald etabliert sich dieses kleine Label in der Dark Wave, Gothic und Electro Szene, unter anderem mit Veröffentlichungen von Bands wie Swans of Avon, Call, D’arcadia, Organized Noise, oder Phase III.
Hier tritt Gäbhard als Musikproduzent zusammen mit Ian John Hudson bei der Band D’arcadia und für das Debüt-Album der Künstlerin Jana Lanka in Erscheinung.
2021 steuerte Thomas Gäbhard den Soundtrack zu der Hörbuch-Produktion Die letzte Zeugin bei und 2023 den Soundtrack zum Hörbuch Nahrungsnetz.